# Salles-Courbatiès
Salles-Courbatiès är en kommun i departementet Aveyron i regionen Occitanien i södra Frankrike. Kommunen ligger  i kantonen Capdenac-Gare som ligger i arrondissementet Villefranche-de-Rouergue. År 2022 hade Salles-Courbatiès 480 invånare.

## Befolkningsutveckling
Antalet invånare i kommunen Salles-Courbatiès
Referens: INSEE